# Shark Attack 3 - Emergenza squali
Shark Attack 3 - Emergenza squali (Shark Attack 3: Megalodon) è un film direct-to-video diretto nel 2002 da David Worth. Il film è coprodotto da Stati Uniti, Israele e Repubblica Sudafricana.
Il film è il sequel a basso costo di Shark Attack 2.

## Trama
Durante la posa di alcuni cavi di fibre ottiche della "Apex Communication", presso le coste messicane, alcuni tecnici vengono aggrediti da uno squalo feroce; in seguito a ciò la Apex, capeggiata da Porter, copre l'incidente.
Sei mesi dopo sulle spiagge di Colima, sempre in Messico, il giovane guardiano Ben Carpenter trova fortuitamente un dente di squalo conficcato in uno dei cavi sottomarini della Apex. Non riuscendo a identificare la specie a cui appartiene il dente invia su Internet una foto del dente. La giovane paleontologa Cataline "Cat" Stone, del Museo di Storia Naturale di San Diego, identifica il dente e (spacciandosi per una biologa marina) raggiunge Ben per studiare gli spostamenti dello squalo, monitorandolo con un apposito sonar.
In seguito alla morte di un ragazzo (vittima dello squalo) Ben scopre la verità su Cat, che lo informa che il dente sospetto appartiene a un esemplare di megalodon (l'antenato dell'attuale squalo bianco) sopravvissuto fino ai giorni nostri. L'animale, uno squalo di notevoli dimensioni che si riteneva estinto, è un cucciolo ma Ben, conscio della sua pericolosità, ha intenzione di sopprimerlo mentre Cat è del parere contrario, in quanto la sua è una scoperta straordinaria.
Il giorno dopo lo squalo si avvicina pericolosamente alla spiaggia, ma Ben e Cat (che lo hanno monitorato con il sonar) evitano per poco un suo attacco ai bagnanti; tuttavia il pescecane aggredisce un motoscafo vicino e uccide una ragazza in parapendio; Cat, che la vede morire nel tentativo di salvarla, piange.
Il pomeriggio seguente Ben, Cat e i suoi colleghi salpano per uccidere la bestia; dopo un durissimo scontro lo squalo viene ucciso. L'aiutante di Ben, Esai, accorre in loro aiuto (in quanto il pesce aveva sfondato lo scafo della loro barca, allagando la cabina), ma la madre del piccolo uccide Esai e i colleghi di Cat e rovescia la barca di Cat. I due salgono sulla chiglia e un elicottero vicino (attirato dalla vista di un razzo di segnalazione, lanciato da Ben) li recupera e li porta in salvo sulla terraferma.
Ben (usando un dente dello squalo come prova) cerca di convincere il suo capo a chiudere la spiaggia e inviare uomini per ucciderlo, ma quest'ultimo si rifiuta categoricamente di farlo per non provocare un crollo degli affari. Allora Ben, Cat e Chunk Rampant (amico di Ben e ingegnere della Apex) progettano di uccidere il megalodon con un siluro. La sera prima della caccia Ben e Cat si innamorano e fanno l'amore sotto la doccia.
Come prima missione Ben e Chunk (a bordo di un piccolo sommergibile) fanno esplodere il cavo principale della Apex (dato che lo squalo è attratto dagli impulsi emessi dal cavo) e poi individuano la preda mentre attacca il panfilo della Apex, mangiando alcuni naufraghi (compreso Porter, il capo della Apex). In seguito lo squalo attacca anche il sommergibile, ma Ben indirizza il lancio del siluro sul sommergibile stesso, facendo esplodere anche il megalodon. Ben, Cat e Chunk vengono salvati insieme ai naufraghi sopravvissuti. Però, sotto la superficie, si intravede un altro megalodon, facendo intuire al pubblico che la storia non è ancora finita.

## Distribuzione
In Italia il film è stato distribuito solamente in DVD e in televisione sui canali Mediaset.